# فضاء فريشيه
في التحليل الدالي والميادين ذات الصلة بالرياضيات، فضاءات فريشيه، التي سميت على اسم موريس فريشيه، هي فضاءات طوبولوجية خاصة. إنها تعميمات لفضاءات باناخ (فضاءات متجهية معيارية كاملة). جميع فضاءات باناخ وهيلبرت هي فضاءات فريشيه. تعد فضاءات الدوال القابلة للتفاضل لانهائيًا أمثلة نموذجية لفضاءات فريشيه، وكثير منها لا تكون عادةً فضاءات باناخ.